# インド鉄道LHB客車

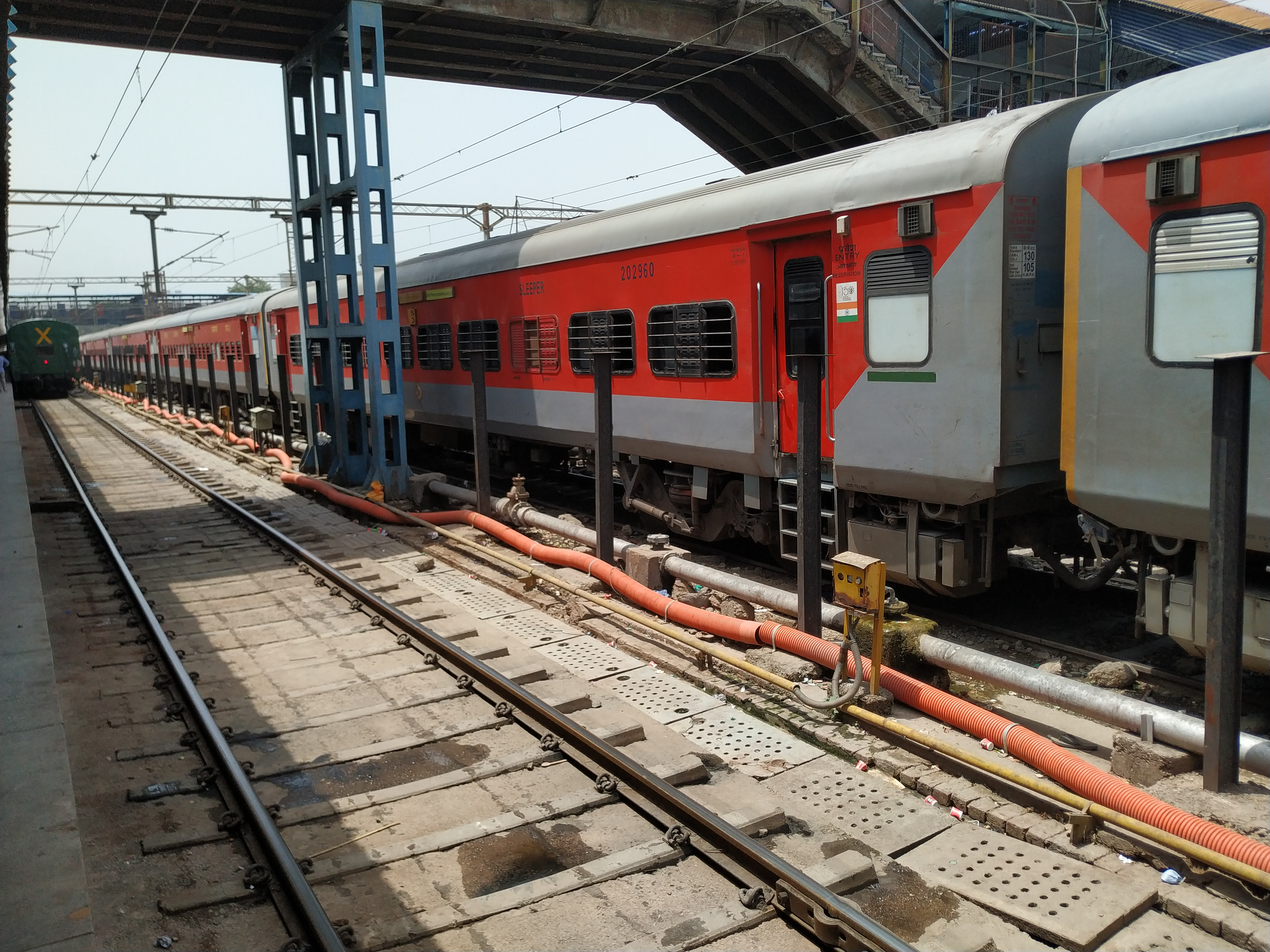
LHB客車（2022年撮影）

インド鉄道LHB客車（インドてつどうLHBきゃくしゃ、英語: LHB coaches）は、2003年以降インド鉄道が導入している客車の総称である。ドイツの車両メーカーであったリンケ＝ホフマンとの技術契約によって設計が行われた。

## 概要

### 導入までの経緯
イギリスから独立後の1949年、それまで各地の鉄道が独自に製造していた客車の標準化の実施が決定し、スイスの軽量客車の技術を用いた鋼製客車の製造が行われる事になった。それ以前に使用されていた木造・鋼製客車と比べて乗り心地や快適性が向上したこれらの客車は当初スイスから輸入され、1955年以降はマドラス（現：チェンナイ）に建設されたインテグラル・コーチ・ファクトリーによって製造が実施された事からICF客車と呼ばれていた。座席車のみならず寝台車、食堂車、荷物車、電源車、二階建て客車など様々な用途に応じた車両が設計され、2015年の時点で50,000両が作られた。

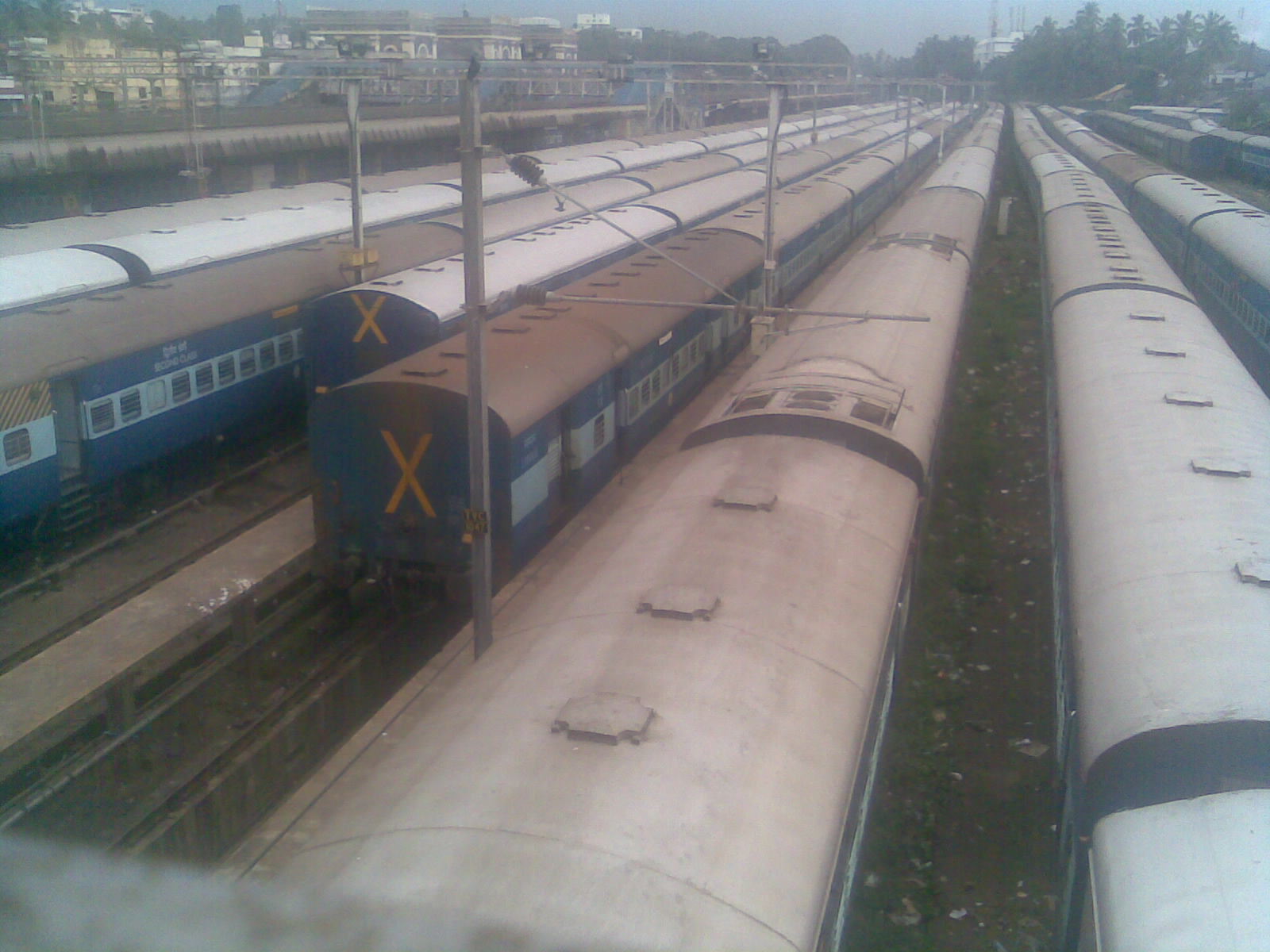
ICF客車
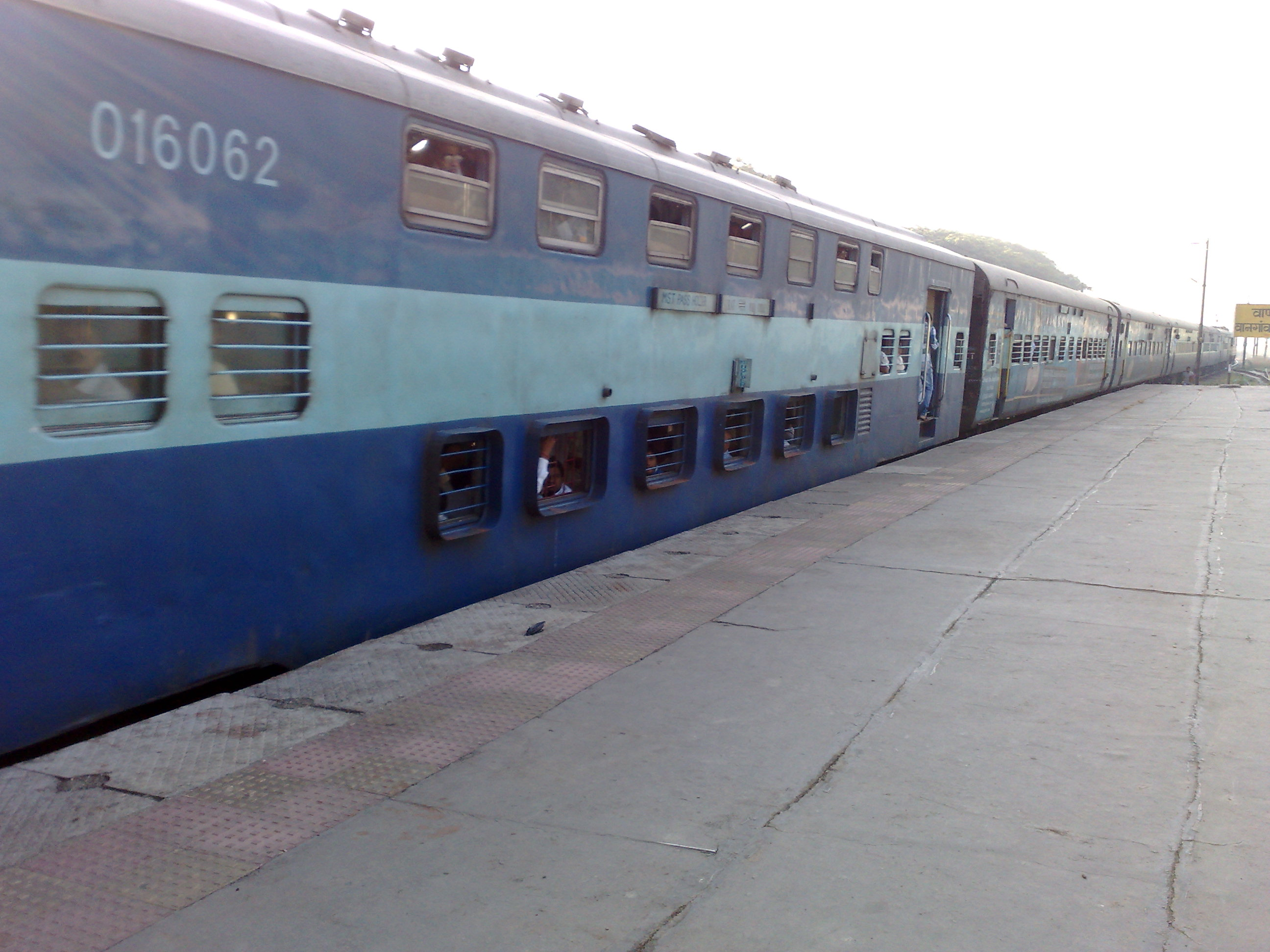
二階建て座席車も製造された

一方で1993年以降、列車の高速化を進めるインド鉄道は、設計最高速度が140km/hであるICF客車に代わる軽量客車の模索を始めた。そして1995年にインド鉄道はリンケ＝ホフマン（Linke Hofmann Busch）と車両製造に関わる技術提携を結んだ。そして2002年12月に最初の車両が出場したのがLHB客車と呼ばれる一連の客車である。

### 構造
車体長は23,500mmとICF客車よりも長くなり、定員数も増加している一方、車体は軽量ステンレス鋼やアルミを使用しているためICF客車と比べて10％の軽量化が実現している。営業最高速度は160km/hだが、設計上は200km/hの運転も可能である。台車はフィアット製のボルスタレス台車を用い、軸受にカートリッジペアリングを多数使用している事によりメンテナンスの簡易化及び信頼性の向上に貢献している。
また安全性も向上しており、振動防止装置や車体のクラッシャブルゾーンの設置が行われているほか、荷棚のワイヤーロープや座席、トレイの構造など車内各部も怪我を抑制する設計がとられている。
ブレーキについてはICF客車など旧型車両に採用されていた真空ブレーキに加えて信頼性に長け高速運転に適した空気ブレーキを採用しており、一部の専用塗装を除き真空ブレーキを使用する客車は赤色、空気ブレーキを搭載した客車は青色を主体とした塗装を用いて区別が行われている。

## 車種
LHB客車は車内の電源供給方式の違いから集中電源方式（End On generation, EOG）と分散電源方式（SG）の2種類が存在する。そのうち集中電源方式は編成の両端に電源車（LWLRRM）を連結しそこから全客車へ電源を供給する仕組みとなっており、ラージダーニー急行やシャターブディー急行、ダブルデッカー急行などに用いられる。
以下、主要なLHB客車の車種および諸元を記載する。
| 車両記号           | 種類               | 冷房 | 電源     | 着席/寝台定員 積載量（荷物車） | 車両重量 | 積載重量 | 車体長   | 全幅    | 全高    | 軌間    | 備考・参考    |
| ------------------ | ------------------ | ---- | -------- | ------------------------------ | -------- | -------- | -------- | ------- | ------- | ------- | ------------- |
| LWFAC              | 一等寝台車         | 有   | 集中電源 | 24人                           | 40.87t   | 43.34t   | 23,540mm | 3,240mm | 4,039mm | 1,676mm | [ 10 ]        |
| LWGFAC             | 一等寝台車         | 有   | 分散電源 | 24人                           | 45.90t   | 50.70t   | ？       | ？      | ？      | 1,676mm |               |
| LWFCWAC            | 一等・二等寝台車   | 有   | 集中電源 | 一等10人 二等28人              | ？       | ？       | 23,540mm | 3,240mm | 4,039mm | 1,676mm | [ 11 ] [ 12 ] |
| LWACCW             | 二等二段寝台車     | 有   | 集中電源 | 52人                           | 41.60t   | 46.72t   | 23,540mm | 3,240mm | 4,039mm | 1,676mm |               |
| LWGACCW            | 二等二段寝台車     | 有   | 分散電源 | 52人                           | 48.00t   | 55.04t   | ？       | ？      | ？      | 1,676mm |               |
| LWACCW             | 二等三段寝台車     | 有   | 集中電源 | 72人                           | 43.00t   | 48.80t   | 23,540mm | 3,240mm | 4,039mm | 1,676mm | [ 13 ]        |
| LWGACCW            | 二等三段寝台車     | 有   | 分散電源 | 72人                           | 50.50t   | 58.50t   | ？       | ？      | ？      | 1,676mm |               |
| ACCC DOUBLE DECKER | 二階建て座席車     | 有   | 集中電源 | 120人                          | 48.50t   | 65.00t   | 23,540mm | 3,050mm | 4,366mm | 1,676mm | [ 14 ]        |
| LWCBAC             | 食堂車             | 有   | 分散電源 |                                | 42.20t   | 48.20t   | ？       | ？      | ？      | 1,676mm | 座席数15      |
| LS4                | 二等座席車         | 無   | 集中電源 | 100人                          | 35.29t   | 50.49t   | 23,540mm | 3,240mm | 4,039mm | 1,676mm | [ 15 ]        |
| LWGSCN             | 二等三段寝台車     | 無   | 分散電源 | 78人                           | 36.28t   | 42.91t   | 23,540mm | 3,240mm | 4,039mm | 1,676mm | [ 16 ]        |
| LGSLR              | 二等座席荷物緩急車 | 無   | 分散電源 | 36人                           | 35.40t   | 44.50t   | ？       | ？      | ？      | 1,676mm |               |
| LWFCZAC            | 一等座席車         | 有   | ？       | 56人                           | 42.27t   | 50.27t   | ？       | ？      | ？      | 1,676mm |               |
| LWSCZAC            | 二等座席車         | 有   | ？       | 78人                           | 52.12t   | 56.28t   | ？       | ？      | ？      | 1,676mm |               |
| LWLRRM             | 電源荷物緩急車     | 無   | 集中電源 | ？                             | 52.12t   | 56.78t   | ？       | ？      | ？      | 1,676mm |               |
| LVPHU              | 電源荷物車         | ？   | ？       | 30.0t                          | ？       | ？       | ？       | ？      | ？      | 1,676mm | [ 17 ]        |
| SVPHU              | 荷物車             | ？   | ？       | 30.0t                          | ？       | ？       | ？       | ？      | ？      | 1,676mm | [ 17 ]        |

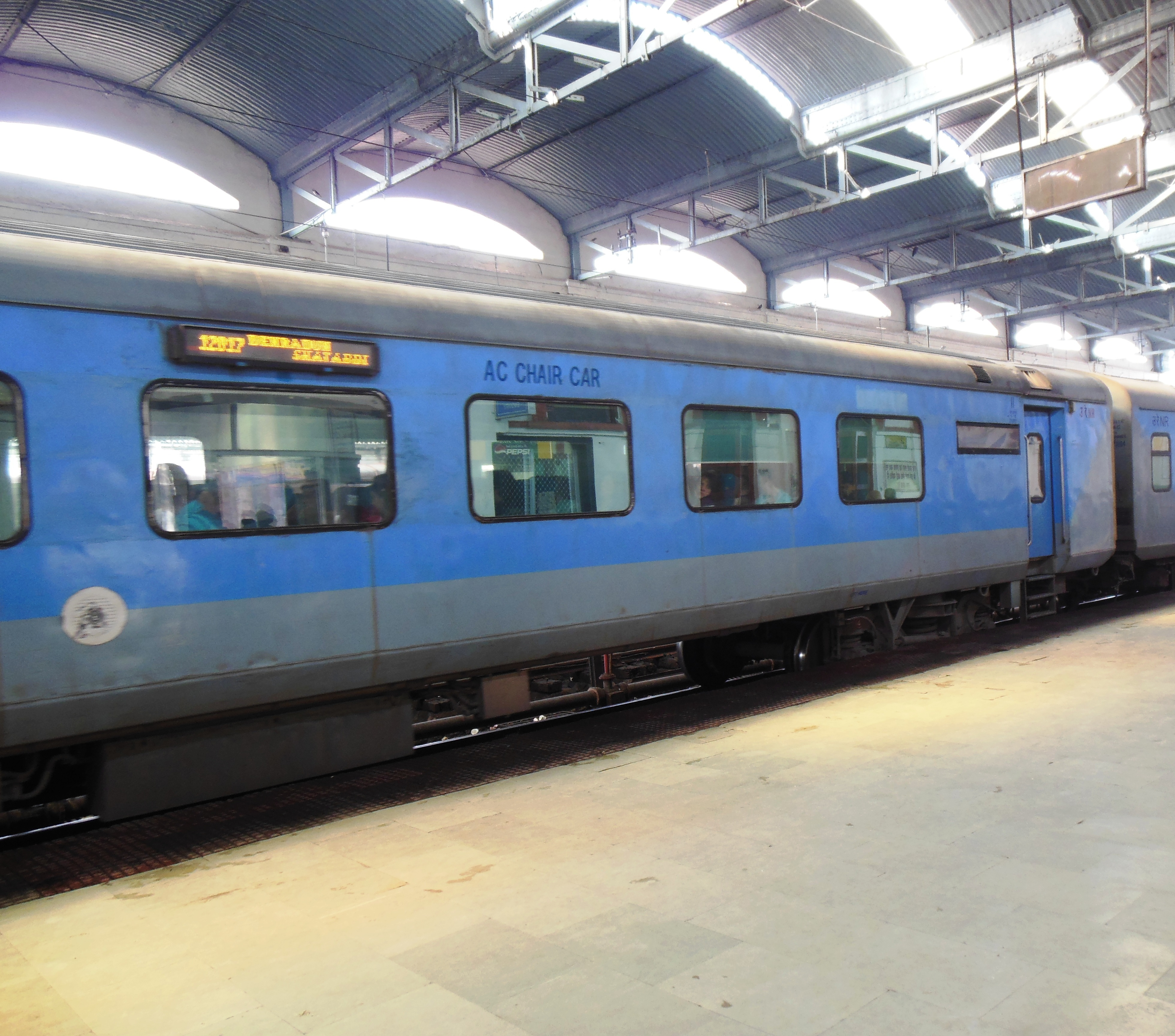
シャターブディー急行に使用される冷房座席車
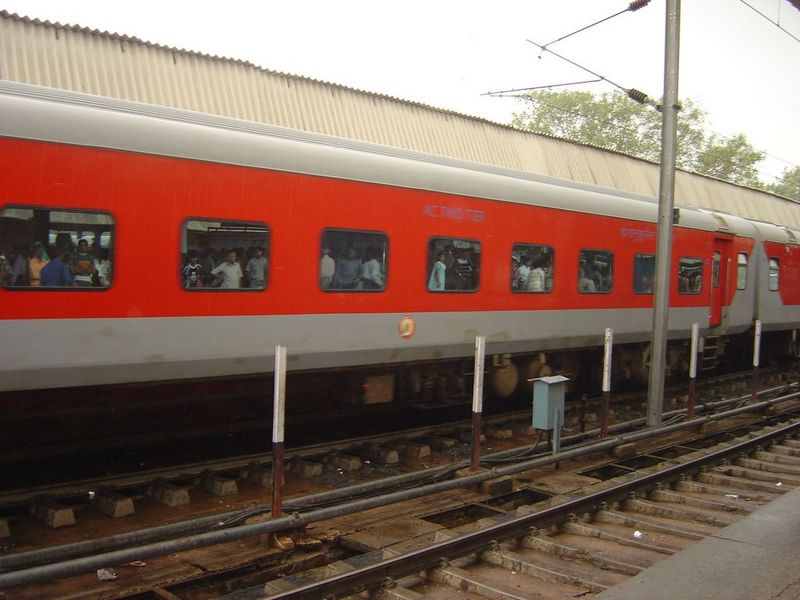
冷房二段寝台車
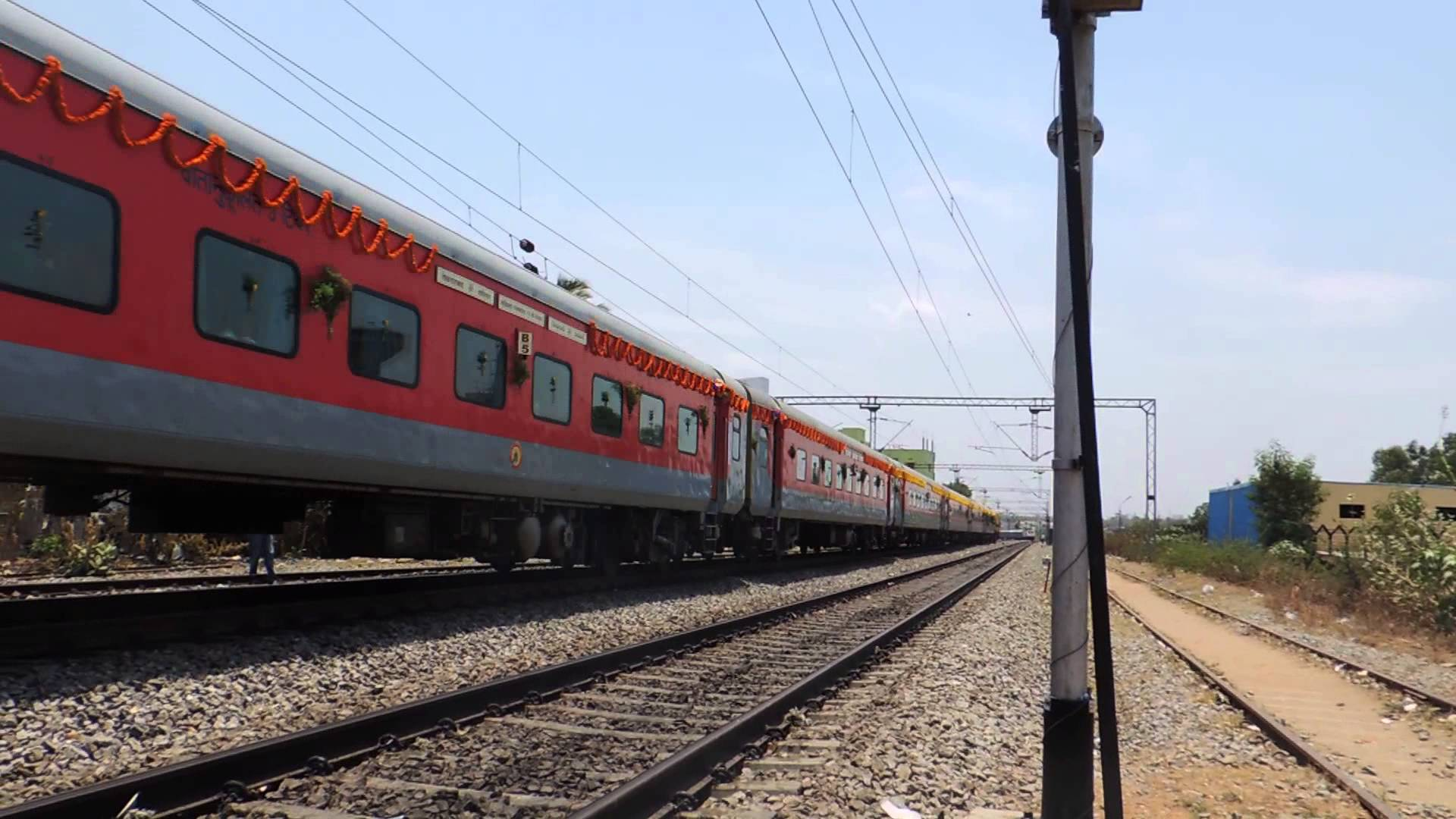
冷房三段寝台車
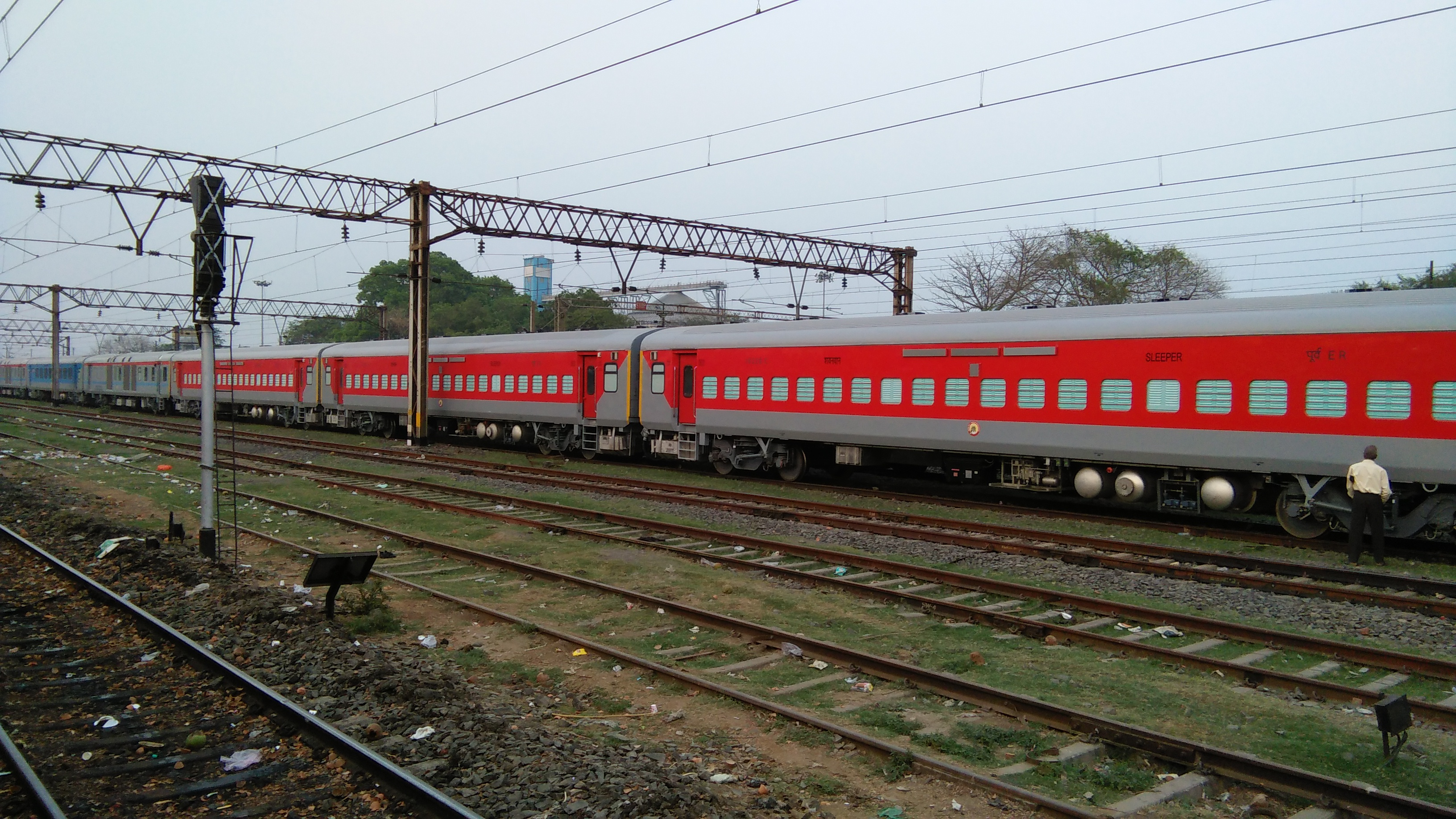
寝台車
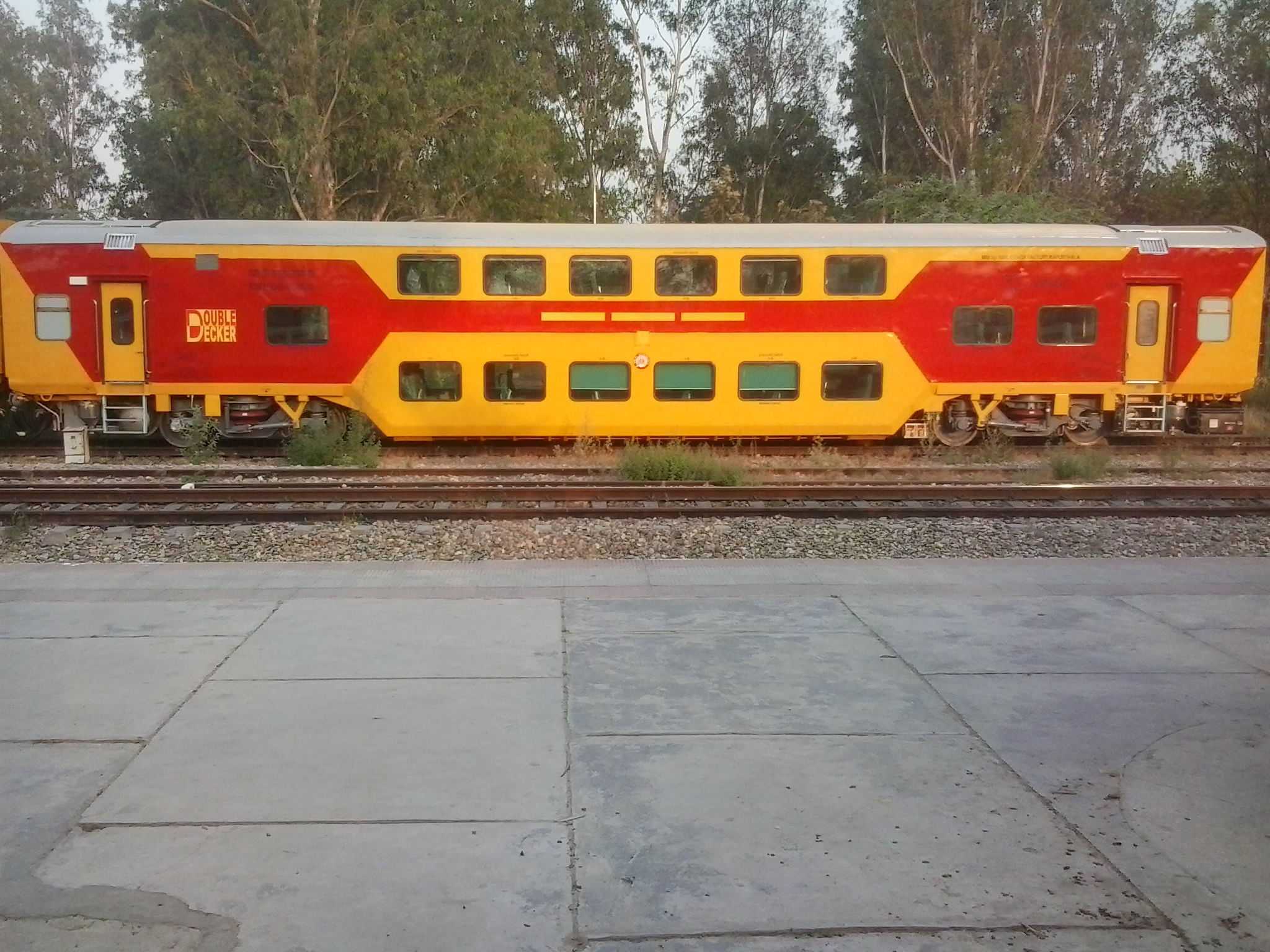
冷房二階建て座席車（ACCC DOUBLE DECKER）
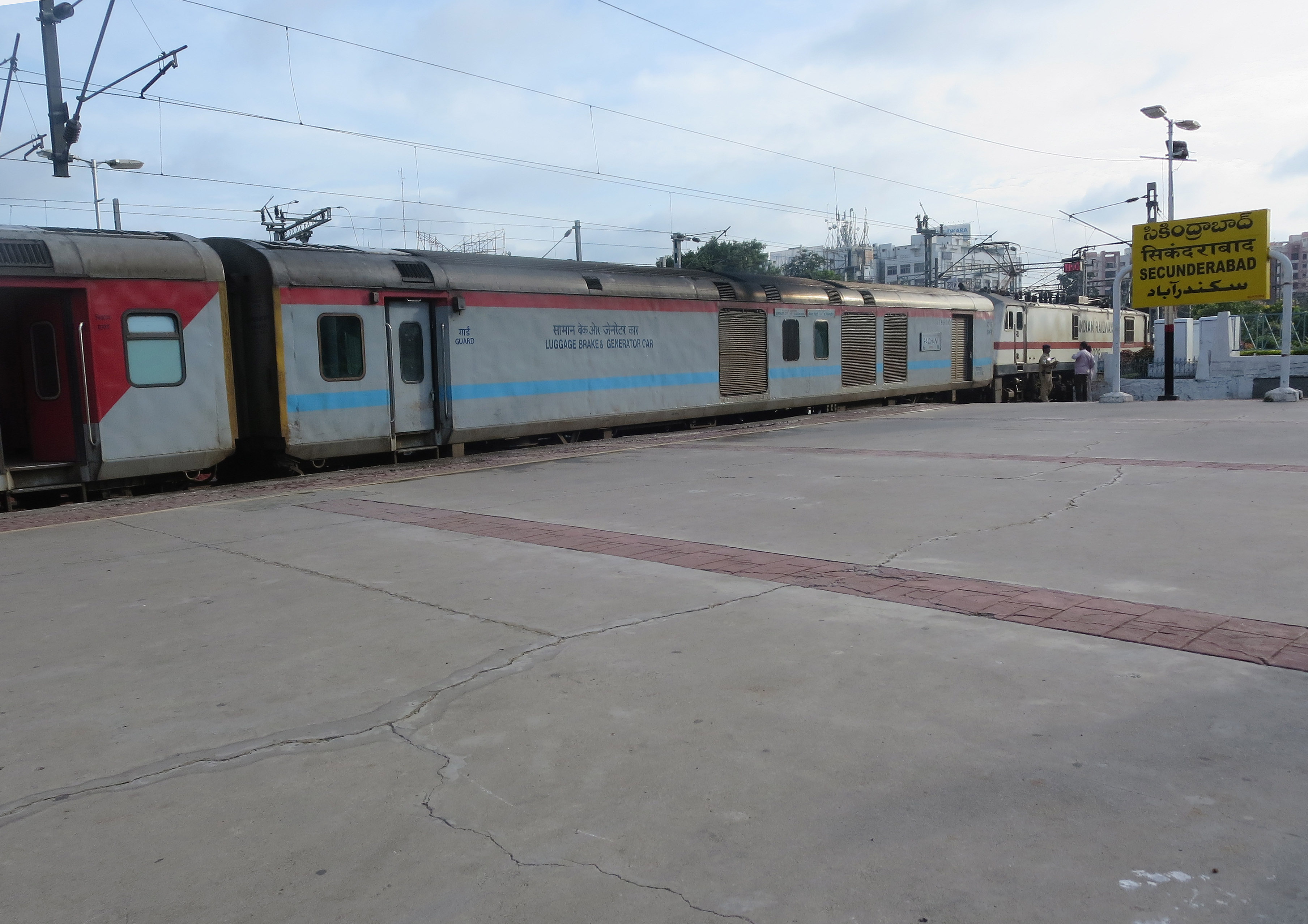
電源荷物緩急車（LWLRRM）

## 運用
2003年12月にムンバイ - ニューデリー間のラージダーニー急行で営業運転を開始したのを皮切りにインド鉄道の広軌区間の各地に導入が進んでいる。初期の車両はドイツから輸入されたが、それ以降はカプールタラーに本社を置くレール・コーチ・ファクトリーで生産が実施され、2009年以降はインテグラル・コーチ・ファクトリーも製造に参加している。
製造は速いペースで実施されており、2013年から2014年にかけてレール・コーチ・ファクトリーで製造されたLHB客車の総数は1,701両にも及ぶ。また製造車種も優等列車に使用される冷房車や非冷房の座席車、電源車、荷物車、郵便車、二階建て客車など多岐に渡っている。これに伴い、ICF客車の製造は2018年1月19日をもって終了した。
インドのみならず他国にも輸出が行われており、2016年にはバングラデシュの国鉄にあたるバングラデシュ鉄道向けに計120両のLHB客車を製造する契約が結ばれている他、2021年にはモザンビークのモザンビーク鉄道港湾公社（CFM）へ向けて計60両のLHB客車が輸出されている。

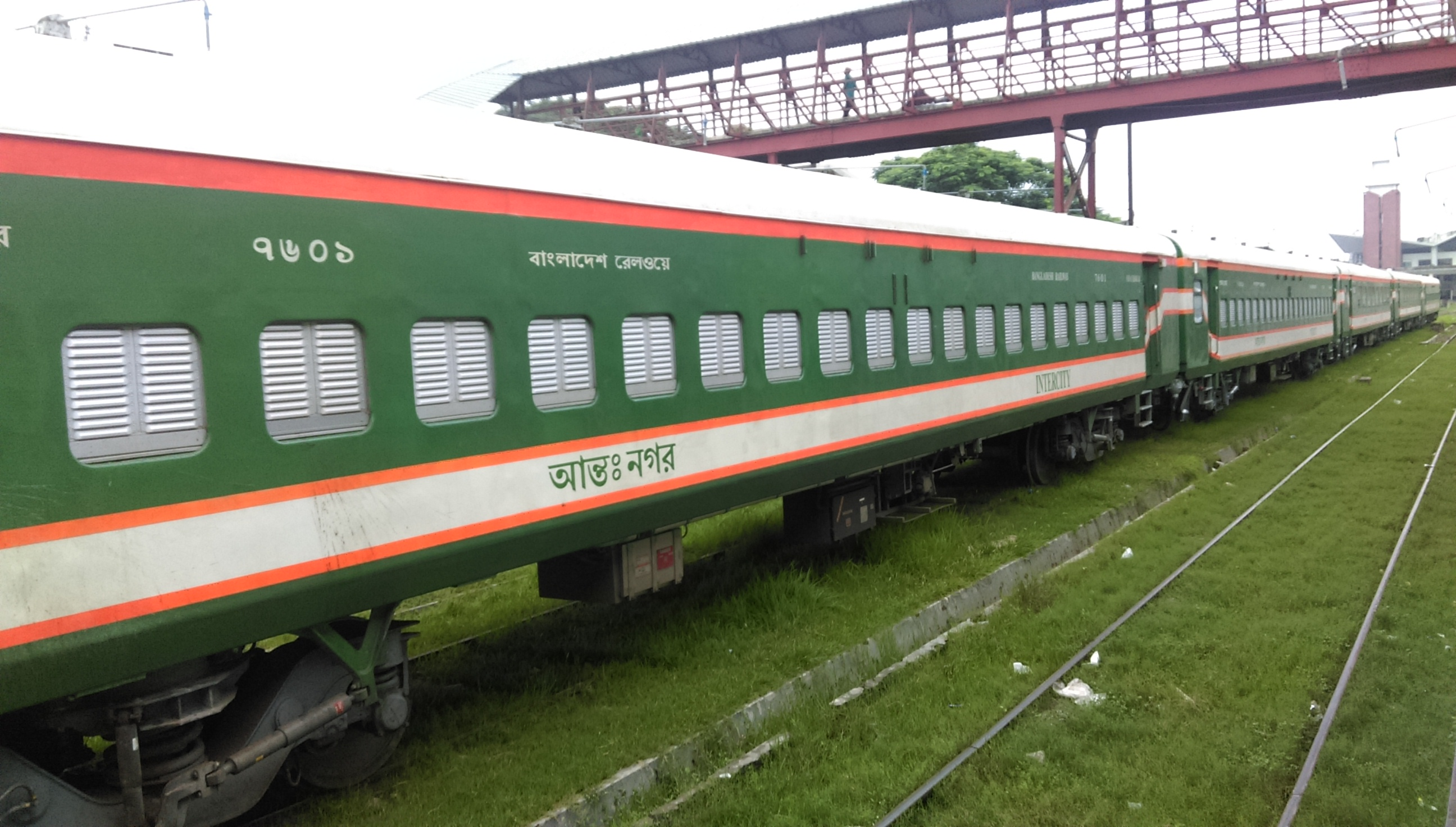
バングラデシュ向け輸出車両（2016年撮影）
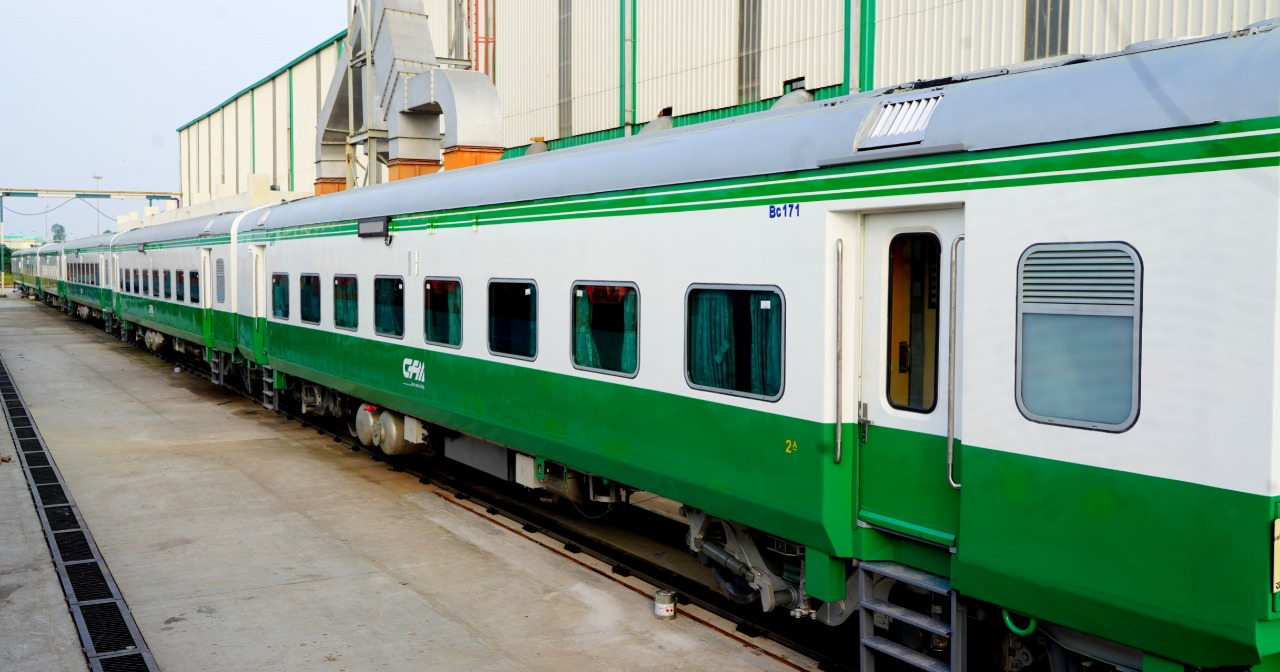
モザンビーク向け輸出車両（2021年撮影）

## 発展車両
- テジャス客車 - LHB客車を基に、自動扉の採用、安全性の強化、高速運転への対応などの改良を施した客車。テジャス急行やテジャス・ラージダーニー急行などの列車に用いられている[25][26]。
- ヴァンデ・バーラト急行用電車 - インドの長距離急行列車であるヴァンデ・バーラト急行で使用されている電車。ステンレス鋼を用いた車体設計はLHB客車を基にしている[27]。

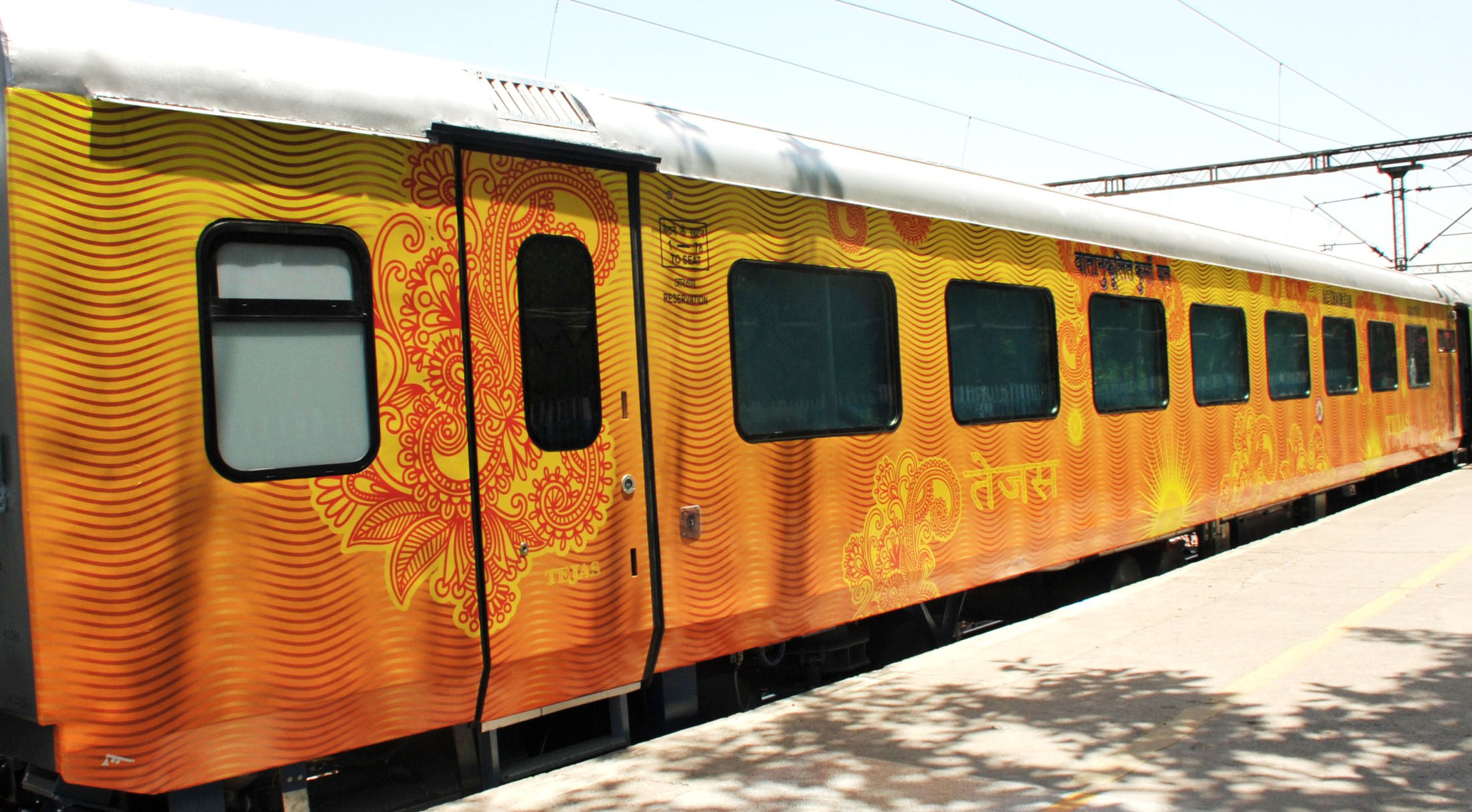
テジャス客車（2017年撮影）
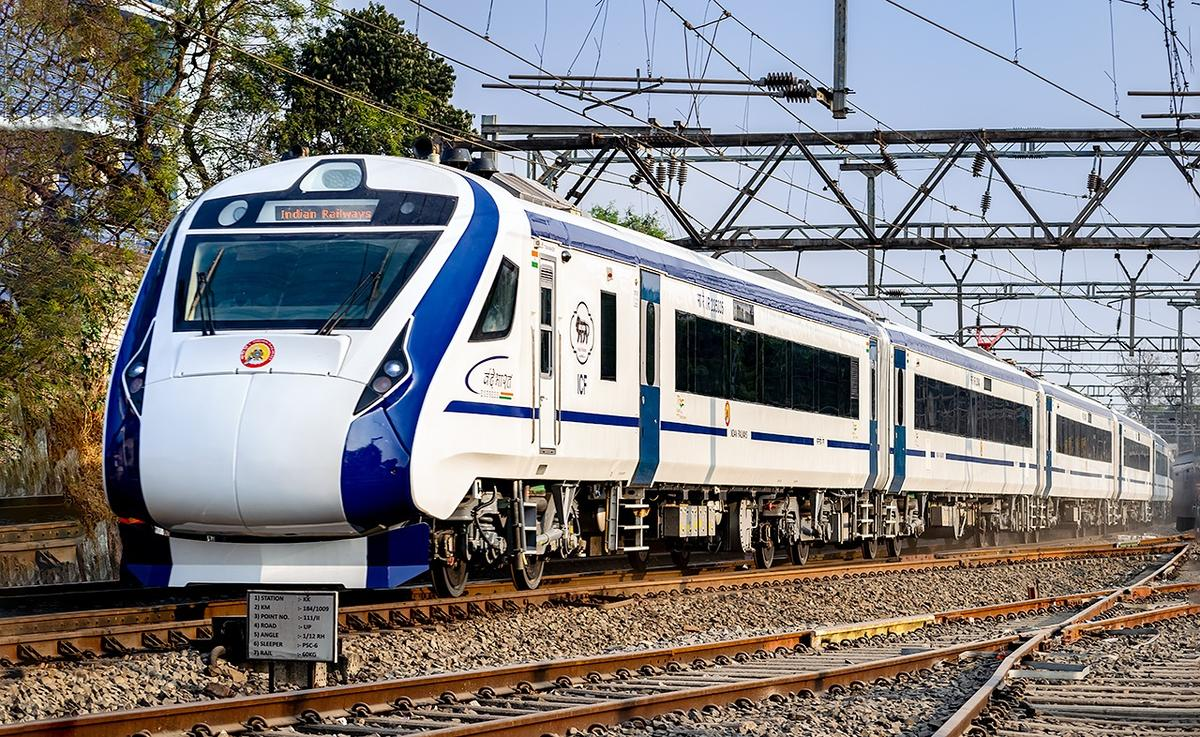
ヴァンデ・バーラト急行用電車（2023年撮影）